# Alfredo Castro (acteur)
Alfredo Castro (Recoleta, 19 december 1955) is een Chileens acteur.

## Filmografie

### Film
Uitgezonderd korte films en televisiefilms.
| Filmografie als acteur |                        |
| Jaar                   | Titel                  |
| 2006                   | Fuga                   |
| 2006                   | Unknown                |
| 2007                   | Casa de Remolienda     |
| 2008                   | Tony Manero            |
| 2008                   | La Buena Vida          |
| 2008                   | Secretos               |
| 2010                   | Post Mortem            |
| 2012                   | No                     |
| 2012                   | È stato il figlio      |
| 2012                   | Carne de Perro         |
| 2013                   | Las Niñas Quispe       |
| 2013                   | Il mondo fino in fondo |
| 2014                   | Aurora                 |
| 2014                   | Ventana                |
| 2015                   | El club                |
| 2015                   | Desde allá             |
| 2016                   | Neruda                 |
| 2017                   | Los Perros             |
| 2017                   | La cordillera          |
| 2017                   | Severina               |
| 2018                   | Museo                  |
| 2018                   | Rojo                   |
| 2019                   | Perro Bomba            |
| 2019                   | Medea                  |
| 2019                   | El Príncipe            |
| 2019                   | Blanco en blanco       |
| 2019                   | Algunas Bestias        |
| 2020                   | Karnawal               |
| 2020                   | Tengo Miedo Torero     |
| 2020                   | Verlust                |
| 2023                   | El Conde               |